# کفش‌های ایتالیایی
کفش‌های ایتالیایی (انگلیسی: Italian Shoes) رمانی است از نویسنده سوئدی، هنینگ مانکل که در سال ۲۰۰۶ میلادی به چاپ رسیده‌است. لوری تامپسون نیز این کتاب را بر اساس نسخهٔ سوئدی به انگلیسی برگردان نموده‌است. داستان کتاب در قالب اول‌شخص نوشته و روایت می‌گردد.

## شرح کوتاهی از داستان
رمان در سال ۲۰۰۴ و با تمرکز بر زندگی جراح و ارتوپدی موفق به نام فردریک ولین روایت می‌شود. او به ناچار از حرفهٔ خود کناره‌گیری و بازنشسته می‌شود؛ ولین به گونه‌ای خودخواسته، در یک جزیرهٔ کوچک و دورافتاده از مجمع‌الجزایر استکهلم که میراث پدربزرگ و مادربزرگش است ساکن می‌شود. در این جزیره ولین کاملاً تنها است و دریای این منطقه، تقریباً در نیمی از سال با یخ ضخیمی پوشیده می‌شود که این موضوع به نوبهٔ خود کمک به تنهایی ولین می‌نماید. تنها همراهان او عبارت هستند از یک سگ و گربه و همین‌طور یک پستچی به نام یانسن که از بازدیدکنندگان منظم وی به‌شمار می‌رود هر چند ولین هیچگاه با یانسن ارتباط خاصی فراتر از مراودات پستی نداشته‌است. یانسن مبتلا به نوعی خودبیمارانگاری است و به همین منظور، از آنجایی که می‌داند ولین، سابق بر این پزشک بوده‌است، درخواست‌های مکرر و بعضاً بیهوده‌ای برای معاینه‌های مختلف دارد.